# Tai viet
Tai viet är ett skriftsystem som används av tre taispråk som främst talas i nordvästra Vietnam, norra Laos och centrala Thailand. Dessa är tai dam (svart tai), tai dón (vit tai) samt thai song (även lao song eller lao song dam). Thai song-folket i Thailand lever geografiskt isolerade från de övriga. Talare finns också i Australien, Kina, Frankrike och USA. Skriften är besläktad med andra tai-skriftsystem (tai lü och tai nüa) som används i sydostasien. Skriften används fortfarande av taifolket i Vietnam och det finns en önskan om att införa den i den formella utbildningen. Å andra sidan är det inte känt huruvida den fortfarande används i Laos, Thailand och Kina. Ett fjärde språk, tai daeng (röd tai), använder ett nära besläktat skriftsystem. Skillnader i vokalstrukturen är dock så pass stora att det förmodligen kommer att behöva en egen teckenkodning.

## Namn och stavning
Flera olika stavningar har använts för namnet på både språken och skriften. Bland lingvister är det vanligt att thai representerar språket i centrala Thailand medan tai representerar språkfamiljen. Denna konvention följs dock inte alltid konsekvent. Vissa delar av språkgemenskapen föredrar stavningen tay, i första hand för att det bättre representerar det egna uttalet av namnet, i andra hand för att stavningen tai påminner om ordet för 'död' samt i tredje hand på grund av den negativa konnotation som associeras med stavningen tai i Vietnam. Dessa känslor är dock på inget sätt universella. Då skriften infördes i Unicode valdes namnet tai viet eftersom stavningen tai visade sig ge upphov till minsta möjliga förvirring. Tillägget viet skiljer den från andra tai-skriftsystem och anstryker det faktum att 90 % av användarna finns i Vietnam.

## Standardisering
Skillnader i språkens fonologi, samhällenas isolering samt det faktum att skriftspråket traditionellt har förts från far till son har gjort att det har uppstått många lokala varianter. I ett försök att vända denna utveckling och etablera ett standardiserat system vände man sig till landets olika tai-folk med ett förslag om att de borde enas om en gemensam standard. Tillsammans med vietnamesiska forskare utvecklades ett första förslag kallat Thống Nhất som publicerades 1961 och reviderades 1966.

## Beskrivning
Tai viet skrivs från vänster till höger. Vokaler skrivs med diakritiska tecken som kan placeras på alla sidor om en konsonant (trots att vokalen alltid uttalas efter konsonanten). Till skillnad från andra besläktade skriftsystem har konsonanterna ingen medföljande grundvokal – med andra ord måste vokaler alltid skrivas ut.
Traditionellt sett finns det ingen etablerad bokstavsordning för bokstäverna i tai viet. Olika samhällen och individer har utvecklat sina egna. Den ordning som används av teckenkodningen Unicode bygger på den hos lao, ett skriftsystem nära besläktat med tai viet och ett som vissa tai redan behärskar.
Det uttal som anges för den standardiserade versionen av tai viet är baserat på tai dam. Notera dock att bokstäverna kho, go, cho, pho och ro inte används av tai dam då språket saknar dessa språkljud. Namnen kommer från Unicode.

### Konsonanter
| Tecken | Tecken | Namn | Uttal |
| Hög    | Låg    | Namn | Uttal |
| ------ | ------ | ---- | ----- |
| ꪀ      | ꪁ      | ko   | /k/   |
| ꪂ      | ꪃ      | kho  | /kʰ/  |
| ꪄ      | ꪅ      | khho | /x/   |
| ꪆ      | ꪇ      | go   | /g/   |
| ꪈ      | ꪉ      | ngo  | /ŋ/   |
| ꪊ      | ꪋ      | co   | /tɕ/  |
| ꪌ      | ꪍ      | cho  | /tɕʰ/ |
| ꪎ      | ꪏ      | so   | /s/   |
| ꪐ      | ꪑ      | nyo  | /ɲ/   |
| ꪒ      | ꪓ      | do   | /d/   |
| ꪔ      | ꪕ      | to   | /t/   |
| ꪖ      | ꪗ      | tho  | /tʰ/  |

| Tecken | Tecken | Namn | Uttal |
| Hög    | Låg    | Namn | Uttal |
| ------ | ------ | ---- | ----- |
| ꪘ      | ꪙ      | no   | /n/   |
| ꪚ      | ꪛ      | bo   | /b/   |
| ꪜ      | ꪝ      | po   | /p/   |
| ꪞ      | ꪟ      | pho  | /pʰ/  |
| ꪠ      | ꪡ      | fo   | /f/   |
| ꪢ      | ꪣ      | mo   | /m/   |
| ꪤ      | ꪥ      | yo   | /j/   |
| ꪦ      | ꪧ      | ro   | /r/   |
| ꪨ      | ꪩ      | lo   | /l/   |
| ꪪ      | ꪫ      | vo   | /v/   |
| ꪬ      | ꪭ      | ho   | /h/   |
| ꪮ      | ꪯ      | o    | /ʔ/   |

### Vokaler
Konsonanttecknets position markeras med en cirkel: ◌.
| Tecken | Namn     | Uttal |
| ------ | -------- | ----- |
| ◌ꪰ      | mai kang | /a/   |
| ◌ꪱ     | aa       | /aː/  |
| ◌ꪲ      | i        | /i/   |
| ◌ꪳ      | ue       | /ɨ/   |
| ◌ꪴ      | u        | /u/   |
| ꪵ◌     | ee       | /ɛ/   |
| ꪶ◌     | o        | /o/   |
| ◌ꪷ      | mai khit | /ɔ/   |

| Tecken | Namn | Uttal |
| ------ | ---- | ----- |
| ◌ꪸ      | ia   | /iᵊ/  |
| ꪹ◌     | uea  | /ɨᵊ/  |
| ◌ꪺ     | ua   | /uᵊ/  |
| ꪻ◌     | aue  | /əw/  |
| ꪼ◌     | ay   | /aj/  |
| ◌ꪽ     | an   | /an/  |
| ◌ꪾ      | am   | /am/  |

Några ytterligare vokaler skrivs med en kombination av två vokaltecken. Följande fyra kombinationer används för tai dam.
| Tecken | Uttal |
| ------ | ----- |
| ꪹ◌ꪸ     | /e/   |
| ꪹ◌ꪷ     | /ə/   |
| ꪹ◌ꪱ    | /aw/  |
| ◌ꪚꪾ     | /ap/  |

### Ordton
I likhet med exempelvis ny tai lü finns det en dubbel uppsättning initiala konsonant-tecken, en för stavelser med låg och en för hög ordton. Konsonanterna kan därefter kombineras med någon av de två tonmarkörerna för att sammanlagt uttrycka sex olika ordtoner. Traditionellt har ordtoner inte skrivits ut utan läsaren har varit tvungen att gissa utifrån kontext. På senare år har dock två olika uppsättningar tonmarkörer skapats. Talare av tai dam i USA lånade i slutet av 1970-talet in tonmarkörer från lao. De skrivs ovanför den initiala konsonanten eller en vokal och kallas för sina namn på lao, mai ek och mai tho. Talare i Vietnam har däremot skapat sina egna tonmarkörer som skrivs på baslinjen i slutet av stavelsen. De kallas mai nueng och mai song.
| Tecken | Namn      | Låg ton | Hög ton |
| ------ | --------- | ------- | ------- |
| ◌      | –         | 1       | 4       |
| ◌꪿      | mai ek    | 2       | 5       |
| ◌꫁      | mai tho   | 3       | 6       |
| ◌ꫀ     | mai nueng | 2       | 5       |
| ◌ꫂ     | mai song  | 3       | 6       |

### Finala konsonanter
Olika finala konsonanter skrivs med antingen bokstaven för låga toner eller höga. Konsonanter som skrivs med bokstäver för låga toner är b, d och k. Den sista representerar både finalt /k/ och /ʔ/. Konsonanter som skrivs med bokstäver för höga toner är /j/, /m/, /n/ och /ŋ/; bokstaven för /v/ representerar finalt /w/. Utöver dessa finns det även ett antal vokaldiakriter med en medföljande final konsonant: /aj/, /am/, /an/ och /əw/.

## Datoranvändning
Tai viet är en del av Unicode-standarden från och med version 5.2 som släpptes i oktober 2009.
Till skillnad från i många andra brāhmī-baserade skriftsystem behandlas många av tai viets vokaldiakriter som separata bokstäver och skrivs ut i visuell ordning. Vokaltecknen för ee, o, uea, aue och ay skrivs alltså ut före konsonanten, även om de uttalas efter, inte bara rent visuellt utan också i den faktiska teckenströmmen. Erfarenheter från 1990-talet visade att det var den lösning som språkbrukare fann mest användarvänlig.